# Ordre du Chien et du Coq
L'Ordre du Chien et du Coq est un ordre de chevalerie que le grand panetier Charles de Montmorency, à l'occasion de son mariage en 1341 avec Jeanne de Roucy, assura avoir été créé en 500 par Lisoye, seigneur de Montmorency, pour récompenser la fidélité de ses membres au roi Clovis. L'ordre n'aurait pas perduré mais permettait aux Montmorency de prétendre au titre de « premier baron de France ».